# Timequest
Timequest est un jeu vidéo de type fiction interactive développé et édité par Legend Entertainment, sorti en 1991 sur DOS.

## Accueil
- Aktueller Software Markt : 10/12[1]